# 肉桂基溴
肉桂基溴是一种有机溴化合物，化学式为C9H9Br，它存在顺、反异构体，其中，反式异构体更为常见。
肉桂基溴可由肉桂醇和三溴化磷反应制得。它和叠氮化钠反应，可以得到肉桂基叠氮化物。它和乙酸钾在DMSO中反应，可以得到乙酸肉桂酯。